# Engelhard Corporation

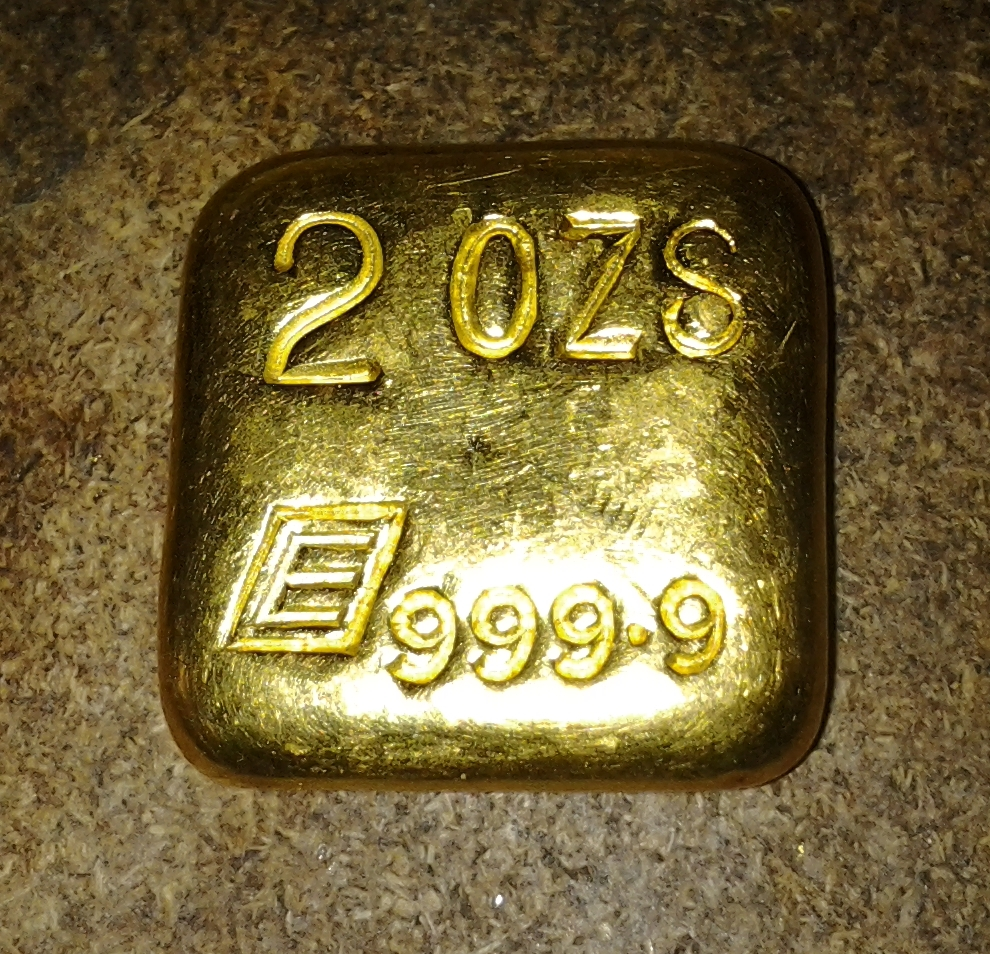
Von der Firma Engelhard hergestellter Goldbarren (2 Feinunzen)

Die Engelhard Corporation war ein US-amerikanisches Fortune-500-Unternehmen mit Sitz in Iselin, New Jersey. Es leistete wesentliche Beiträge zur Entwicklung des Fahrzeugkatalysators. Im letzten vollständigen Geschäftsjahr 2005 erzielte Engelhard mit weltweit ca. 7.100 Mitarbeitern einen Umsatz von 4,5 Mrd. $.

## Geschichte
Das Unternehmen wurde durch den Zukauf der Charles F. Croselmire Company in Newark, New Jersey 1902 von Charles Engelhard gegründet. Anschließend gründete er die American Platinum Works und erwarb 1903 andere Unternehmen. 1904 kaufte er die Baker & Co., ein Unternehmen zur Schmelze und Raffination von Platin, welches auch in Newark angesiedelt war. 1905 gründete er die Hanovia Chemical and Manufacturing Company in Newark. Ab 1950 wurde das Unternehmen vom Sohn und Erben des Gründers, Charles W. Engelhard, Jr. geleitet. Engelhard war ein wichtiger Verarbeiter von Platin, Gold und Silber, sowie deren Legierungen und betrieb zeitweise die weltweit größte Edelmetallschmelze.
Engelhard wurde zum größten weltweiten Raffinator und Verarbeiter von Platinmetallen und Edelmetallen, ein Produzent von Silber und Silberlegierungen und Betreiber des größten Schmelzofens für Edelmetalle. Das Unternehmen entwickelte auch die Anwendung von flüssigem Gold für dekorative Anwendungen.
Anfang 2006 begann die BASF ein Barangebot zur Übernahme sämtlicher Engelhard-Aktien abzugeben, nachdem zuvor Verhandlungen mit der Unternehmensleitung gescheitert waren. Letztendlich wurde am 22. Mai 2006 ein Angebot von 39 $ je Aktie (5,1 Mrd. $ insgesamt) angeboten. Am 30. Mai wurde eine Einigung mit der Unternehmensleitung von Engelhard erzielt. Am 12. Juni 2006 gab sie das erfolgreiche Ende der Übernahme bekannt.
Am 1. August wurde mit der weltweiten Umfirmierung der Engelhard Corporation in BASF Catalysts LLC, einer 100 %-Tochter der BASF Aktiengesellschaft, ein Prozess der Markenumstellung eingeleitet. Diese Aktivitäten wurden bis März 2007 abgeschlossen. Gleichzeitig wurde mit Planungen für eine Umstrukturierung begonnen und schließlich der Abbau von ca. 800 Arbeitsplätzen, vor allem in den USA, bekannt gegeben.